# Сани-Браун, Абдул Хаким
Абдул Хаким Сани-Браун (англ. Abdul Hakim Sani Brown; род. 6 марта 1999, Китакюсю, Фукуока) — японский легкоатлет, бегун на короткие дистанции. Чемпион мира среди юношей 2015 года на дистанциях 100 и 200 метров. Бронзовый призёр чемпионата мира 2019 года в эстафете 4×100 метров. Двукратный серебряный призёр чемпионата Японии в беге на 100 и 200 метров.

## Биография
Родился в семье японки и выходца из Ганы. Его мать Акико также была легкоатлеткой, выступала в барьерном беге.